# Ginevra de' Benci
O Retrato de Ginevra de' Benci é uma pintura a têmpera e óleo sobre madeira (38,8 x 36,7 cm) de Leonardo da Vinci, datável cerca de 1475-78, e conservada actualmente na Galeria Nacional de Arte de Washington, D.C..
Ginevra de' Benci foi uma dama da aristocracia no século XV em Florença. O retrato dela, pintado em Florença, é uma das poucas pinturas sobreviventes atribuídas a Leonardo da Vinci. 
O Retrato de Ginevra de' Benci foi adquirido pela Galeria Nacional de Arte de Washington, D.C., Estados Unidos, em 1967, por 5 milhões de dólares pagos à Casa dos Príncipes de Liechtenstein.

## História
Ginevra de' Benci, que foi uma das mulheres mais inteligentes e graciosas do seu tempo, em Florença, era filha de Giovanni Benci, um banqueiro rico e talvez amigo do pai de Leonardo, Piero da Vinci, e casou-se em 1474 com Luigi Nicolini. A família dos Benci apreciava os trabalhos de Leonardo, pois na sua residência encontrava-se a Adoração dos Magos, obra esta inacabada após a partida do pintor de Florença para Milão. Além disso, Tommaso de' Benci, um poeta discípulo de Marsilio Ficino, era amigo de Leonardo.
Ginevra, que foi também referida por Lourenço de Médici como uma das mulheres mais cultas da sociedade florentina da época, foi identificada no retrato graças à presença, ao fundo, de ramagens verdes de Juniperus/zimbro/genebra, que aludem ao seu nome por paronomásia.
O Retrato foi visto por Giorgio Vasari que, em As Vidas (1568), escreveu: "[Leonardo] retratou a Ginevra d'Amerigo Benci, que é linda". 

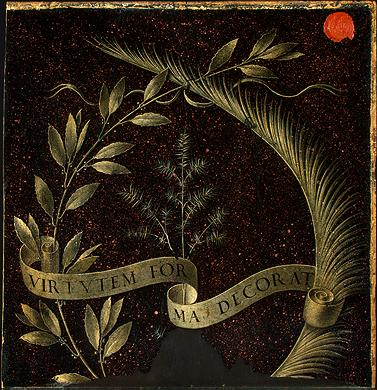
Reverso do quadro Ginevra de' Benci.

A parte de trás da pintura lembra o emblema do humanista Bernardo Bembo com quem Ginevra teve uma troca de correspondência, o que também levou à hipótese de o cliente do Retrato ter sido este embaixador veneziano em Florença. Uma pesquisa de Carla Glori, publicada na Academia.edu, vem confirmar a identidade da modelo e a encomenda do verso do Retrato por parte de Bernardo Bembo através de cinquenta anagramas marcados com VINCI derivados do lema VIRTUTEM FORMA DECORAT (A beleza adorna a virtude, em latim).
O Retrato encontrava-se no Palazzo dos Benci quando entrou, antes de 1733, nas colecções dos Príncipes do Liechtenstein, primeiro em Viena e depois em Vaduz. Esta posse é comprovada por um selo de cera vermelha com as armas do Liechtenstein na parte de trás da pintura e com aquela data. Em 10 de fevereiro 1967, a Galeria Nacional de Arte de Washington D.C. comprou a pintura ao príncipe Francisco José II de Liechtenstein, por mais de cinco milhões de dólares, o que constituiu um record mundial numa venda privada naquele tempo.

## Descrição e estilo

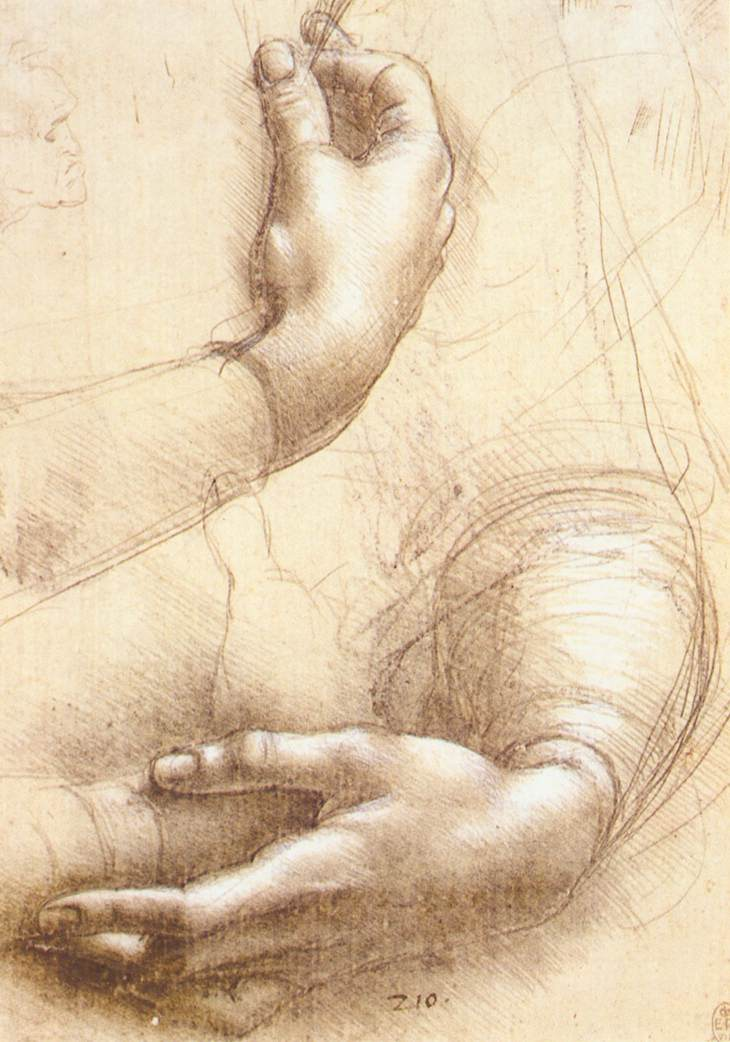
Estudo de mãos (1474), desenho de Leonardo da Vinci, no Castelo de Windsor

Ginevra está representada em busto a três quartos, virada para a sua direita. Sabe-se que a pintura foi cortada, em época desconhecida, em pelo menos um terço na parte inferior, cortando as mãos que estavam provavelmente danificadas. Originalmente, as proporções do retrato não deveriam ser muito diferentes das da Mona Lisa.
As mãos deveriam estar numa posição emblemática, como nos retratos mais famosos de Leonardo e, de acordo com alguns testemunhos da época, deveria assemelhar-se na pose aos da Dama do buquê de Verrocchio, existindo um Estudo de mãos (imagem ao lado) na Royal Collection do Castelo de Windsor. Ginevra veste um vestido com decote fechado por laços e uma camisa branca e muito fina; do pescoço pende um lenço preto que emoldura o peito e os ombros.
O penteado é típico do último quartel do século XV em Florença, com os cabelos presos na nuca, deixando soltos algumas madeixas para enquadrar a testa e a face. Este é o mesmo penteado utilizado, por exemplo, no Retrato de Giovanna Tornabuoni, tanto que Vasari trocou as duas meninas nos afrescos de Ghirlandaio na Capela Tornabuoni de Santa Maria Novella. Insólito é a falta de acessórios e jóias que testemunhassem a riqueza da família: foi talvez a própria Ginevra que pediu para ser retratada assim, rompendo com a tradição dos retratos da alta burguesia.

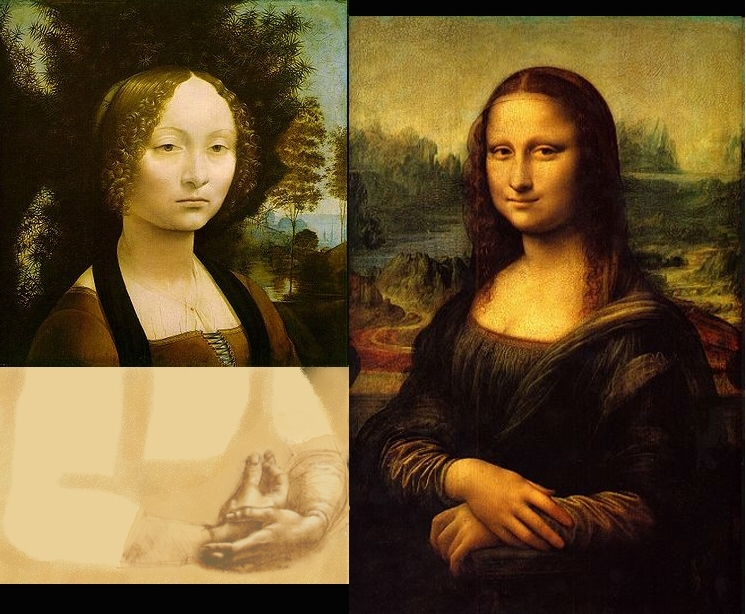
Hipotética reconstrução do Retrato de Ginevra de' Benci e confronto com a Gioconda

A evocação da pintura flamenga é evidente, que Leonardo tentou imitar na delicada luminescência do cabelo e no colorismo analítico. A sombra do zimbro aumenta o brilho expressivo do rosto da mulher, cujas delicadas nuances foram também obtidas com o característico toque direto da ponta dos dedos. A cor do penteado tem continuidade na do vestido e no fundo da paisagem, de acordo com um "continuum" cromático que atesta a capacidade de da Vinci no uso do timbre castanho em várias tonalidades.
À distância abre-se uma paisagem com todos os elementos caros ao pintor: espelhos de água, campanários e torres afiadas, montanhas. Tudo é tratado com tons azuis claros de acordo com as regras da perspectiva aérea. A ambientação no exterior (all'aperto) é muito insólita, especialmente para um retrato feminino.